# Carol Rama
Carol Rama (Torí, Itàlia, 17 d'abril de 1918 — 25 de setembre de 2015) fou una artista autodidacta italiana que abasta un univers eròtic, sovint poblat per personatges on es barregen temes relacionats amb la identitat sexual i la sensualitat femenina. El seu treball va ser relativament poc conegut fins que la comissària Lea Virgine va incloure'n diverses peces en una exposició de 1980, cosa que va portar Rama a revisar el seu estil. Un dels reconeixements més destacats de Rama com a artista va arribar amb la concessió del Lleó d'Or de la Biennal de Venècia per la seva carrera el 2003.

## Orígens
Nascuda el 1918 en el si d'una família d'industrials de Torí, sense formació artística acadèmica, Carol Rama imprimeix en la seva obra primerenca l'empremta de l'experiència del tancament institucional (sembla que la seva mare va estar internada en un psiquiàtric) i de la mort (el suïcidi del pare).

## Erotisme
Als anys trenta i quaranta, Carol Rama comença a inventar una gramàtica visual pròpia amb aquarel·les figuratives signades Olga Carolina Rama. Appassionates i Dorines amb membres amputats i llengües erectes són els cossos malalts i institucionalitzats als quals l'obra de l'artista donarà visibilitat, exaltant-los amb una representació vitalista i sexualitzada, i reclamant-los com a subjectes polítics i de plaer. Aquests treballs de la primera època es rebel·len contra els ideals normatius de gènere, sexuals i de normalitat cognitiva i física imposats per la Itàlia de Mussolini, i per aquesta raó, quan es van exposar per primera vegada el 1945, el govern italià els va censurar per «obscenitat».
Aquesta censura serà entesa per Rama com una «invitació» a abandonar el conflicte dels motius figuratius i passar a allò que podríem denominar, amb paraules seves, la «guerra abstracta». A la dècada dels cinquanta, s'associa al Moviment d'Art Concret (MAC) per tal de «donar un cert ordre» i «limitar l'excés de llibertat», segons la seva pròpia expressió. La seva obra, a partir d'aleshores, la signarà Carol Rama. El nom d'Olga, com la figuració que va portar a la censura, serà eliminat. A poc a poc, Rama es desfà de les convencions geomètriques del MAC i comença a experimentar amb nous materials i noves tècniques. Aquest gir cap a l'abstracció la porta a jugar amb l'informalisme i l'espacialisme als anys seixanta i a desenvolupar els seus «bricolages»: mapes orgànics fets amb ungles, cànules, signes matemàtics, xeringues i components elèctrics.
Aquestes obres reorganitzen de manera aleatòria materials orgànics i inorgànics, equacions que provenen de la bomba nuclear, noms com Mao Tse-tung o Martin Luther King, per integrar un artefacte alhora viu i desnaturalitzat. Els bricolages de Rama posen en qüestió l'experiència de lectura: aquests textos i aquestes imatges ja no estan fets per ser llegits o simplement vistos, sinó per ser «experimentats» amb tots els sentits.

## Artepovera
A finals dels anys seixanta, les figures masculines de l'arte povera (Alighiero Boetti, Giuseppe Penone, Giulio Paolini, Mario Merz, Pino Pascali, Michelangelo Pistoletto…) s'emparen de l'escena artística italiana, amb l'excepció de les escasses dones (de), com Marisa Merz. Dona-sense-home, envoltada majoritàriament per amics no vinculats al povera i/o homosexuals, Carol Rama queda fora de l'escena artística italiana de 1960-1970, encara que si mirem amb deteniment la seva obra d'aquesta època, és impossible no veure-hi paral·lelismes i recurrències amb l'arte povera. Exclosa d'aquesta escena, l'obra de Rama continua sent invisible.
En la intersecció entre el povera, el junk art i el Nouveau Réalisme, l'obra de l'artista italiana és més visceral i més bruta que pobra. El povera de Rama és un queer povera. Carol Rama havia entès que no sols els objectes inorgànics havien de ser recuperats per l'artista amb una nova trobada utòpica amb la matèria, sinó que el cos mateix, els seus òrgans i fluids, objectes de la gestió política i del control social, també havien de ser sotmesos a una recuperació plàstica. Als anys setanta, Carol Rama connecta de nou amb la seva biografia amb la intensitat dels materials. En aquesta època utilitza gairebé exclusivament el cautxú provinent de pneumàtics de bicicleta, un material que coneix bé perquè el seu pare va tenir una petita fàbrica de bicicletes a Torí. Rama dissecciona els pneumàtics, els transforma en superfícies bidimensionals, crea formes amb l'assemblatge de diferents colors i textures. Els pneumàtics de Rama, envellits per la llum i el temps, desinflats, flàccids i en descomposició, són, com els nostres cossos, «organismes encara ben definits i vulnerables».

### Descobriment
El 1980, la historiadora i crítica de l'art Lea Vergine «descobreix» l'obra de Carol Rama i inclou una selecció de les seves aquarel·les primerenques en l'exposició col·lectiva L'altra metà dell'avanguardia 1910-1940, on reuneix obres de més d'un centenar d'artistes dones. Aquesta «descoberta» torna a invisibilitzar l'obra de Carol Rama de dues maneres: d'una banda, la «reconeix» amb la condició de presentar-la com a «dona», i de l'altra, fixant-se exclusivament en les seves aquarel·les del període 1930-1940, eclipsa l'obra posterior de l'artista. Curiosament, la valoració retrospectiva de les aquarel·les portarà Rama a recuperar la figuració i a «reproduir» els motius primerencs de les Dorines i les Appassionates, que fora del context creatiu que les va fer existir apareixen ara com inscripcions fantasmàtiques del trauma de l'esborrament històric.
Durant els noranta, quan Carol Rama busca un lloc d'identificació, no recorre a figures de la feminitat, sinó a la figura de l'animal malalt afectat per l'encefalopatia espongiforme bovina: la vaca boja (la mucca pazza). Els elements i motius característicament carolramians (el cautxú, les teles de sac de correus, els pits, les llengües, els penis, les dentadures...) es reorganitzen per formar una anatomia dislocada que ja no pot constituir un cos. Tanmateix, Rama arribarà a qualificar aquests treballs no figuratius d'autoretrats.